# Love Sweets 〜ラブスイーツ〜
『Love Sweets 〜ラブスイーツ〜』（ラブスイーツ）は、2014年4月25日にMOONSTONEより発売された18禁美少女アドベンチャーゲーム。

## ストーリー
ありふれた日常生活を送っていた主人公が喫茶店Cafe Hot Chocolatでのバイトを契機に女の子達と出会い、親しくなっていく。
奏絵ルート
樹は同学年の音無奏絵とCafe Hot Chocolatで知り合ったことがきっかけで、学園でも接点を持つようになった。奏絵は不器用ながらも、樹に思いを伝えるべく奮闘するようになり、彼への恋心が将来の夢にも良い影響を与えつつあった。
結衣ルート
一ノ瀬 結衣は、幼馴染の樹に誘われたことがきっかけでCafe Hot Chocolatに働くようになった。
もともと2人の関係は挨拶以外の会話がない日もあるくらいドライなものだったが、ちょっとしたきっかけから結衣は樹を異性として意識するようになり、彼に甘えるようになった。
伊織ルート
樹の妹・伊織はアニメや漫画が好きで、趣味のために兄のいるCafe Hot Chocolatに働くようになった。
櫛無ルート
伊織の同級生で奏絵のいとこである櫛無はCafe Hot Chocolatで働いており、その明るく気づかいのできる性格から客たちにはマスコットのように扱われていた。彼女はふとしたことで樹と知り合う。
みなもルート
学園の先輩である円城 みなもが、樹の教育係となった。やがて2人は新人と教育係以上の関係へと発展していく。一方、伊織はみなもに兄をとられたという不満から、バイト先で客に水をかけるというトラブルを起こしてしまう。

## 登場人物
双見 樹 （ふたみ いつき）
本作の主人公で学園の2年生。彼女を作る目的で喫茶店Cafe Hot Chocolatでのバイトを始めた。
音無 奏絵 （おとなし かなえ）
声 - 篠原ゆみ
身長：158cm / B88（F）/ W57/ H86
学園の2年生。パティシエを目指す。
一ノ瀬 結衣 （いちのせ ゆい）
声 - 桃井いちご
身長：160cm / B86（E）/ W56/ H87
学園の2年生。主人公とは幼馴染。
音無 櫛無 （おとなし くしな）
声 - 真宮ゆず
身長：148cm / B75（A）/ W48/ H77
学園の1年生。学生寮に住んでいて常にハイテンション。
円城 みなも （えんじょう みなも）
声 - 野々村紗夜
身長：166cm / B91（F）/ W59/ H88
学園の3年生。バイト先での教育係でもある
双見 伊織 （ふたみ いおり）
声 - shizuku
身長：153cm / B73（A）/ W46/ H75
兄を慕う口数が少ない妹。

## スタッフ
- キャラクターデザイン/原画 - 桜坂つちゆ、日向奈尾[1]
- シナリオ - 篁葉月、水瀬拓未[1]
- 音楽 - NANA

## 反響

### 売り上げ
本作は発売月（2014年4月）の売り上げにおいて、アダルトゲーム月刊誌『BugBug』の集計では12位を記録した。

### 批評
『BugBug』2014年7月号に本作のレビューが掲載されている。レビュアーの「おこた」は、特に奏絵シナリオを取り上げて、本作を「学園生活のイチャラブの楽しさにこだわり抜いた」作品であると肯定的に評価している。ゲームスタート時のぎこちない関係が段階を踏んで甘い恋人関係へと成長していく過程が丁寧に描かれていると述べている。